# Francesc de Sales Vidal i Torrents
Francesc de Sales Vidal i Torrents, conegut popularment com a Paco Vidal (Vilanova i la Geltrú, 1819 - 1878) fou un advocat i autor d'una abundosa producció d'obres teatrals, des del drama a la sarsuela. Conjuntament amb Serafí Pitarra, Eduard Vidal i de Valenciano, Conrad Roure i d'altres van contribuir a fundar el teatre català, a la segona meitat del segle xix.
Algunes de les peces de Vidal estan ambientades a Vilanova o a pobles de la comarca: "Una noia com un sol", "Un engany a mitges" i "La malvasia de Sitges", entre d'altres. A remarcar que la música de quasi totes les seves sarsueles fou deguda al mestre vilanoví Antoni Urgellès i Granell (1847-1897).
Vidal destacà també com a home públic. A la seva joventut fundà i dirigí el periòdic El Eco de Villanueva y Geltrú, (1885), i després col·laborà al Diario de Villanueva y Geltrú. Entrà també a formar part de l'Ajuntament i presidí el Consistori durant alguns anys.

## Obra dramàtica
- 1858. Una noia com un sol. Comèdia en 1 acte. Estrenada al teatre de Vilanova. L'any 1862 es va estrenar al teatre del Circ Barcelonès de Barcelona.
- 1865, 13 de desembre. L'ajuda de Déu. Comèdia en 1 acte. Estrenada al teatre Romea de Barcelona.
- 1866. Els de fora i els de dins, comèdia bilingüe en un acte i en vers, estrenada al teatre dels Camps Elisis de Barcelona, la nit del 4 de juliol de 1865, i reposada al teatre Romea, la nit del 24 de gener de 1866.
- 1866, 26 de setembre. La malvasia de Sitges. Comèdia en dos actes i en vers. Estrenada al teatre Romea de Barcelona.
- 1866 La mà del cel